# Tòa án Tối cao Hàn Quốc
Tòa án Tối cao Đại Hàn Dân Quốc hay Tòa án Quận Trung tâm Seoul là là cơ quan xét xử cao nhất của của nhà nước Hàn Quốc, trụ sở đặt tại thủ đô Seoul. Đây là cơ quan được ủy quyền bởi Hiến pháp Hàn Quốc. Mặc dù Tòa án Tối cao là cơ quan có thẩm quyền cao nhất đối với hầu hết các vấn đề pháp lý nhưng, Tòa án Hiến pháp Hàn Quốc mới là đơn vị đưa ra phán quyết cuối cùng cho các vấn đề có liên quan chuyên sâu, gây ra sức ảnh hưởng lớn, nghiêm trọng tới hiến pháp và tình trạng đất nước như luận tội Tổng thống hoặc giải tán các đảng phái chính trị.

## Thành phần
Chín thẩm phán phục vụ trên tòa án, (tất cả đều được tổng thống bổ nhiệm). Ba trong số các vị trí được bổ nhiệm trực tiếp bởi Tổng thống. Trong sáu vị trí còn lại, ba được bổ nhiệm từ các ứng cử viên được đề cử bởi chánh án của tòa án Tối cao, và ba được bổ nhiệm từ ứng cử viên do bầu Quốc hội. Ngoài ra, người đứng đầu tòa án được Tổng thống lựa chọn, với sự đồng ý của Quốc hội. Các thẩm phán phục vụ các điều khoản có thể gia hạn trong sáu năm và được yêu cầu nghỉ hưu ở tuổi 65, ngoại trừ người đứng đầu Tòa án Hiến pháp, người có thể phục vụ cho đến 70 tuổi.
Các thẩm phán của Tòa án Hiến pháp bị cấm tham gia các đảng chính trị và tham gia vào các hoạt động chính trị theo Điều 112 (2) của Hiến pháp. Ngoài ra, các Thẩm phán của Tòa án Hiến pháp bị pháp luật cấm điều hành các doanh nghiệp, nắm giữ các văn phòng công cộng khác và được sử dụng theo cách khác.

### Các thẩm phán hiện tại
| Tên            | Ngày sinh                                  | Bổ nhiệm bởi  | Đề nghị từ                                | Học vị                 | Nhiệm kỳ                           |
| -------------- | ------------------------------------------ | ------------- | ----------------------------------------- | ---------------------- | ---------------------------------- |
| Yoo Nam-seok   | 1 tháng 5 năm 1957(tuổi 67) tại Mokpo      | Moon Jae-in   | (Trực tiếp)                               | Đại học Quốc gia Seoul | 11 tháng 11 năm 20177 năm, 4 tháng |
| Lee Seon-Ae    | 3 tháng 1 năm 1967(tuổi 58) tại Seoul      | Hwang Kyo-ahn | Yang Sung-tae                             | Đại học Quốc gia Seoul | 29 tháng 3 năm 20177 năm, 11 tháng |
| Lee Suk-Tae    | 17 tháng 4 năm 1953(tuổi 71) tại Seoul     | Moon Jae-in   | Kim Myeong-soo                            | Đại học Quốc gia Seoul | 21 tháng 9 năm 20186 năm, 5 tháng  |
| Lee Eun-ae     | 21 tháng 5 năm 1966(tuổi 58) tại Gwangju   | Moon Jae-in   | Kim Myeong-soo                            | Đại học Quốc gia Seoul | 21 tháng 9 năm 20186 năm, 5 tháng  |
| Lee Jong-Seok  | 21 tháng 2 năm 1961(tuổi 64) tại Gyeongbuk | Moon Jae-in   | Quốc hội Khóa XX (Đảng Hàn Quốc Tự do)    | Đại học Quốc gia Seoul | 18 tháng 10 năm 20186 năm, 5 tháng |
| Lee Young-Jin  | 25 tháng 7 năm 1961(tuổi 63) tại Chungnam  | Moon Jae-in   | Quốc hội khóa XX (Đảng Bareunmirae)       | Đại học Quốc gia Seoul | 18 tháng 10 năm 20186 năm, 5 tháng |
| Kim Ki-young   | 9 tháng 4 năm 1968(tuổi 56) tại Chungnam   | Moon Jae-in   | Quốc hội khóa XX (Đảng Dân chủ Đồng hành) | Đại học Quốc gia Seoul | 18 tháng 10 năm 20186 năm, 5 tháng |
| Moon Hyung-bae | 11 tháng 2 năm 1966(tuổi 59) tại Hadong    | Moon Jae-in   | (Trực tiếp)                               | Đại học Quốc gia Seoul | 19 tháng 4 năm 20195 năm, 10 tháng |
| Lee Mi-son     | 18 tháng 1 năm 1970(tuổi 55) tại Hwacheon  | Moon Jae-in   | (Trực tiếp)                               | Đại học Busan          | 19 tháng 4 năm 20195 năm, 10 tháng |

### Thẩm phán nghiên cứu
Tòa án tối cao cũng sử dụng một số thẩm phán nghiên cứu, có chức năng là hỗ trợ các Thẩm phán trong việc nghiên cứu ý kiến của họ. Các thẩm phán nghiên cứu này có thể được chỉ định cho một công lý cụ thể, hoặc người khác thuộc về một "nhóm" cung cấp hỗ trợ cho bất kỳ Công lý nào. Các thẩm phán nghiên cứu được bổ nhiệm trong số các thẩm phán của các tòa án khác, thường là chủ tọa các thẩm phán của tòa án quận hoặc các thẩm phán liên kết khác của các tòa án cấp cao. Tính đến tháng 9 năm 2012, có 106 thẩm phán nghiên cứu bao gồm 1 thẩm phán nghiên cứu trưởng và 1 thẩm phán nghiên cứu cao cấp. Ngoài ra, có 10 nhà nghiên cứu không phán xét.

## Thẩm quyền
Là tòa án cuối cùng của Hàn Quốc, Tòa án Tối cao có thẩm quyền xét xử đối với các vụ án trong hệ thống pháp luật của Hàn Quốc. Ngoài ra, Tòa án Tối cao có thẩm quyền ban đầu đối với các thách thức đối với hiệu lực của cuộc bầu cử tổng thống hoặc quốc hội và quyền xem xét tính hợp hiến và tính hợp pháp của các quy tắc, mệnh lệnh, quy định và hành động của các thực thể hành chính.

## Quy trình

### Băng ghế nhỏ
Tòa án tối cao được tổ chức thành ba băng ghế nhỏ, mỗi ghế gồm bốn thẩm phán. Thông thường, Băng ghế Petty nghe các vụ kiện từ các tòa án cấp dưới, mà họ có thể lật lại bằng sự đồng thuận. Nếu Petty Bench được chỉ định cho một trường hợp không đạt được sự đồng thuận, vụ kiện sẽ được Grand Bench lắng nghe.

### The Grand Bench
Băng ghế dự bị phải bao gồm hơn hai phần ba các Thẩm phán và được Chánh án chủ trì. Không giống như Petty Benches, Grand Bench có thể đưa ra các phán đoán theo đa số đơn giản, thay vì cần sự đồng thuận. Nếu không có đa số có thể đạt được trong số các Thẩm phán ngồi trên băng ghế dự bị, phán quyết của tòa án cấp dưới được duy trì theo mặc định. Ngoài các trường hợp không đạt được sự đồng thuận ở một trong những băng ghế nhỏ, Grand Bench còn nghe các trường hợp được coi là bất kỳ trật tự, quy tắc hoặc quy định nào là vi phạm luật pháp hoặc Hiến pháp, trong đó có ý kiến trước đó về Tòa án Tối cao cần sửa đổi, hoặc trong trường hợp xét xử của Băng ghế Petty sẽ không phù hợp.

## Chức năng quản trị
Ngoài các chức năng xét xử, Tòa án Tối cao còn chịu trách nhiệm quản lý hệ thống tòa án Hàn Quốc.

### Hội đồng Thẩm phán Tòa án Tối cao
Hội đồng Thẩm phán Tòa án Tối cao bao gồm cơ quan quản lý tòa án cao nhất tại Hàn Quốc. Hội đồng này do Chánh án chủ trì, với tất cả các Thẩm phán của Tòa án Tối cao ngồi trong Hội đồng. Hội đồng có quyền ban hành các quy tắc tố tụng cho Tòa án Tối cao và các tòa án cấp dưới, lựa chọn các tiền lệ tư pháp để công bố, yêu cầu ngân sách cho ngành tư pháp và phán quyết về các vấn đề khác mà Chánh án đưa ra. Ngoài ra, Hội đồng có trách nhiệm xác nhận các đề cử của Chánh án Thẩm phán cho các tòa án cấp dưới.
Để thông qua một nghị quyết, Hội đồng Thẩm phán yêu cầu một số đại biểu gồm hơn hai phần ba số Thẩm phán của Tòa án Tối cao, phần lớn trong số đó phải phê chuẩn biện pháp được đề xuất. Chánh án có một cuộc bỏ phiếu trong Hội đồng, và được trao quyền ưu tiên bỏ phiếu quyết định trong trường hợp hòa.

### Cơ quan Tòa án Quốc gia
Cơ quan quản lý tòa án quốc gia do Bộ trưởng Bộ quản lý tòa án quốc gia đứng đầu và đảm nhiệm phần lớn các hoạt động hàng ngày và nhiệm vụ hành chính chung của ngành tư pháp. Bộ trưởng và Thứ trưởng Bộ Hành chính Tòa án Quốc gia có quyền phát biểu trước Quốc hội và Hội đồng Nhà nước về các vấn đề liên quan đến quản lý tòa án.

## Vị trí
Tòa án và các văn phòng hành chính của nó được đặt trong một tòa nhà rộng 66.500 mét vuông tọa lạc tại 967 Seocho-dong, Seocho-gu, Seoul. Đây là nhà của Tòa án Tối cao Hàn Quốc kể từ ngày 1 tháng 12 năm 1995. Trước khi chuyển đến tòa nhà mới, tòa án được đặt trong một tòa nhà rộng 10.300 mét vuông được xây dựng vào năm 1928 cũng như hai tòa nhà phụ ở 37 Seosomun-dong, Jung-gu, Seoul.